# Dobri Dżurow
Dobri Marinow Dżurow (bułg. Добри Маринов Джуров, ur. 5 stycznia 1916 we Wrabewie w obwodzie Łowecz, zm. 17 czerwca 2002 w Sofii) – bułgarski polityk komunistyczny, minister obrony narodowej Ludowej Republiki Bułgarii w latach 1962-1990, członek Politbiura KC Bułgarskiej Partii Komunistycznej (1977-1990).
Uczył się w seminarium, z którego został wykluczony za działalność w Komsomole, od 1932 działacz Robotniczego Związku Młodzieży, a od 1938 Bułgarskiej Partii Komunistycznej (BPK). Brał udział w komunistycznym ruchu oporu podczas II wojny światowej, w 1942 internowany w obozie przez rząd Bogdana Fiłowa. Był dowódcą Brygady Partyzanckiej "Czawdar". Po komunistycznym zamachu stanu we wrześniu 1944 podjął pracę w Ministerstwie Spraw Wewnętrznych, później został oficerem armii bułgarskiej. Ukończył Akademię Wojskową im. Frunze w Moskwie. Od 17 marca 1962 aż do 22 listopada 1990 był ministrem obrony narodowej Bułgarii; na tym stanowisku odpowiadał za udział Bułgarii w inwazji wojsk Układu Warszawskiego na Czechosłowację w 1968. Od 1974 kandydat na członka, od 1977 do 1990 członek Biura Politycznego BPK. Deputowany do bułgarskiego parlamentu VI, VII, VIII, IX i X kadencji. Uhonorowany tytułem Bohatera Ludowej Republiki Bułgarii i ponad czterdziestoma odznaczeniami bułgarskimi i sowieckimi, m.in. Orderem Georgi Dimitrowa.